# Jaap Eden Trofee 1976
De Jaap Eden Trofee 1976 was een schaatsmarathon, de zesde editie van de Jaap Eden Trofee die werd gehouden op zondag 7 november 1976 en plaatsvond op de Jaap Edenbaan in Amsterdam. Er was nog geen editie voor de vrouwen. De winnaar van de zesde editie is Co Giling, het zilver was voor Rien de Roon en het brons voor Arie Eriks.

## Podia
| Klasse             | Eerste    | Tweede       | Derde      |
| ------------------ | --------- | ------------ | ---------- |
| Top-divisie mannen | Co Giling | Rien de Roon | Arie Eriks |

## Uitslag Top-divisie mannen[1]
| #      | Rijder            | Nationaliteit | Ploeg | Ronde |
| ------ | ----------------- | ------------- | ----- | ----- |
| Goud   | Co Giling         | Nederland     |       |       |
| Zilver | Rien de Roon      | Nederland     |       |       |
| Brons  | Arie Eriks        | Nederland     |       |       |
| 4      | Karel te Winkel   | Nederland     |       |       |
| 5      | Albert Weijs      | Nederland     |       |       |
| 6      | Wout List         | Nederland     |       |       |
| 7      | Henk Portengen    | Nederland     |       |       |
| 8      | Gerrit Woudenberg | Nederland     |       |       |
| 9      | Jeen van den Berg | Nederland     |       |       |
| 10     | Piet Bloedjes     | Nederland     |       |       |
| 11     | Atty Duijn        | Nederland     |       |       |
| 12     | Jos Pronk         | Nederland     |       |       |
| 13     | Frans Boon        | Nederland     |       |       |
| 14     | Jaap Jonkman      | Nederland     |       |       |
| 15     | Jan Kroon         | Nederland     |       |       |

1971 · 
1972 · 
1973 ·
1974 · 
1975 · 
1976 · 
1977 · 
1978 · 
1979 · 
1980 · 
1981 · 
1982 · 
1983 · 
1984 · 
1985 · 
1986 · 
1987 · 
1988 · 
1989 · 
1990 · 
1991 · 
1992 · 
1993 · 
1994 · 
1995 · 
1996 · 
1997 · 
1998 · 
1999 · 
2000 · 
2001 · 
2002 · 
2003 · 
2004 · 
2005 · 
2006 · 
2007 · 
2008 · 
2009 · 
2010 · 
2011 · 
2012 · 
2013 · 
2014 · 
2015 · 
2016 · 
2017 · 
2018 · 
2019 · 
2020 ·  
2021 · 
2022 · 
2023 · 
2024